# 维古乡
维古乡，是中华人民共和国四川省阿坝藏族羌族自治州黑水县下辖的一个乡镇级行政单位。

## 行政区划
维古乡下辖以下地区：
俄石坝村、西苏瓜子村、维鱼村、俄口村、足麻村、热河村、西市窝村和维古村。

## 中国传统村落
2013年8月，西苏瓜子村被评为第二批中国传统村落。